# Huệ Sơn
Huệ Sơn (chữ Hán phồn thể: 惠山區, âm Hán Việt: Huệ Sơn khu) là một quận thuộc địa cấp thị Vô Tích, tỉnh Giang Tô, Cộng hòa Nhân dân Trung Hoa. Huệ Sơn nằm ở phía bắc củ Vô Tích, quận lỵ đóng ở Yển Kiều. Quận Huệ Sơn có diện tích 327 km², dân số 380.000 người. Mã số bưu chính của Huệ Sơn là 214174, mã vùng điện thoại là 0510. 